# Neochariesthes subsaperdoides
Neochariesthes subsaperdoides – gatunek chrząszcza z rodziny kózkowatych i podrodziny zgrzypikowych. Jedyny przedstawiciel rodzaju Neochariesthes.

## Zasięg występowania
Gatunek ten występuje w Afryce na terenach Kamerunu.